# Martella goianensis
Martella goianensis là một loài nhện trong họ Salticidae.
Loài này thuộc chi Martella. Martella goianensis được María Elena Galiano miêu tả năm 1969.